# Estadio Østerbro
El Estadio Østerbro es un estadio multiusos ubicado en Copenague, capital de Dinamarca.

## Historia
Fue construido en 1912 como estadio de fútbol y de atletismo, es la sede de los equipos de fútbol Boldklubben af 1893 y BK Skjold, y de las secciones de atletismo del Københavns Idræts Forening y Sparta Atletik.
Su capacidad es para 4400 espectadores y fue renovado en 2009 a petición de la Asociación Danesa de Fútbol, mismo año en el que fue utilizado para los World Outgames.